# Tatra 31

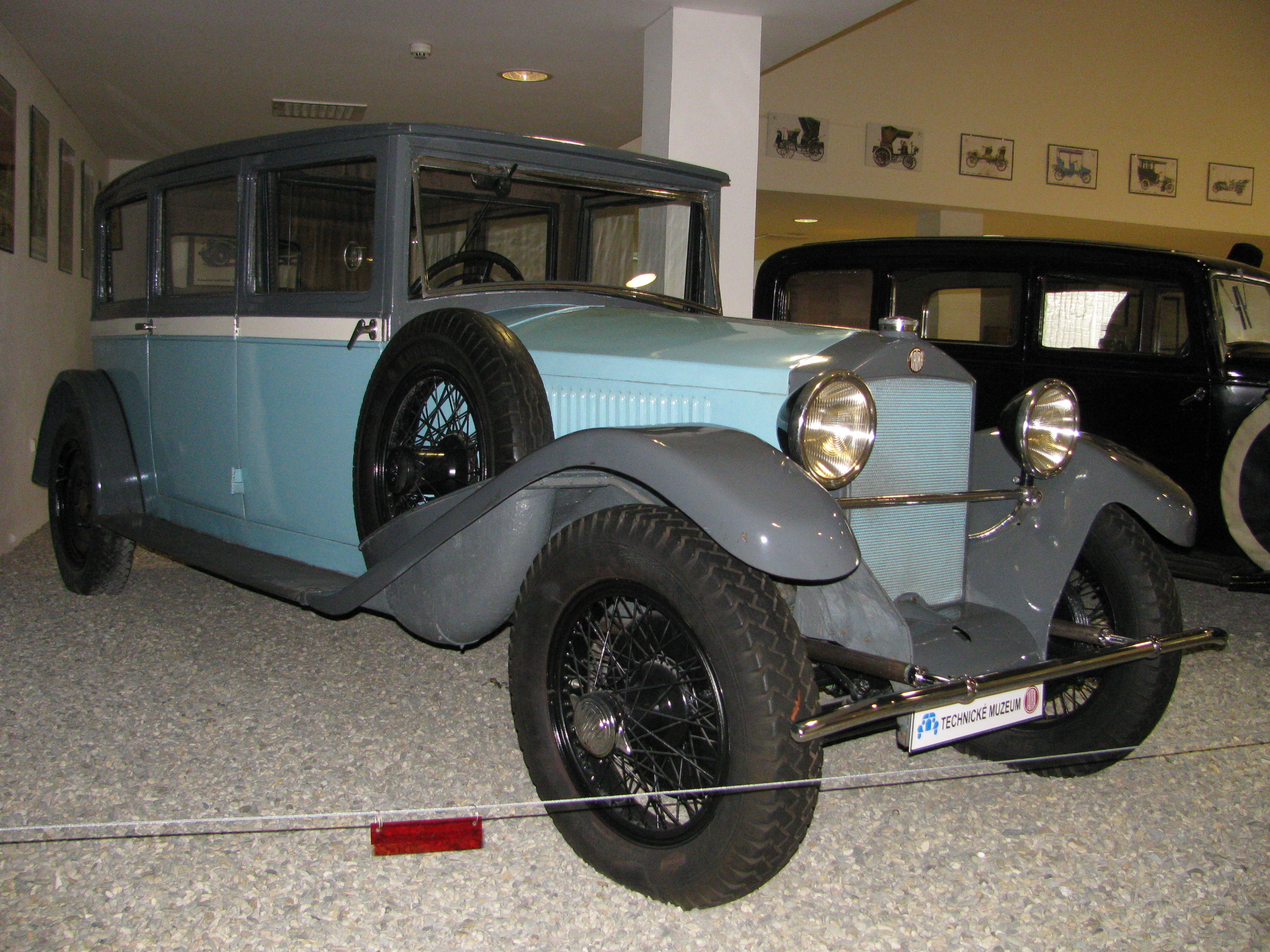
Tatra 31 im Technické muzeum Kopřivnice

Der Tatra 31 war der Nachfolger des PKW-Typs 17, den das Tatrawerk in Nesselsdorf 1926 herausbrachte.

## Technik
Das Fahrzeug hatte einen wassergekühlten Sechszylinder-OHC-Reihenmotor mit 2310 cm³ Hubraum und 40–45 PS (29–33 kW) Leistung. Die erreichbare Höchstgeschwindigkeit des 1350 kg schweren Wagens lag bei 115 km/h. Es gab unterschiedliche 4-sitzige, meist luxuriöse Aufbauten. Bis 1930 entstanden ca. 500 Fahrzeuge.
Nachfolger des Tatra 31 war ab 1931 der Typ 70.